# Didelphis imperfecta
Didelphis imperfecta är en pungdjursart som beskrevs av Edgardo Mondolfi och Roger Pérez-Hernández 1984. Didelphis imperfecta ingår i släktet Didelphis och familjen pungråttor. IUCN kategoriserar arten globalt som livskraftig. Inga underarter finns listade.
Pungdjuret förekommer i norra Brasilien, södra Venezuela och regionen Guyana. Habitatet utgörs av tropiska regnskogar.